# パラレラーズ
パラレラーズ（英:Parallelors）とは2019年4月10日に小田桐仁義が1st Singleとして初のCD販売を開始した楽曲。
kouichitvの7代目エンディングでもあるこの曲だが、作者によると「初のCDシングルで張り切っていたのだが、びっくりすぎるくらい売れなかった」という。

## 収録

### シングル
- 1st Single「パラレラーズ」 発売:2019年4月10日(CD,Download&Streaming)

1. パラレラーズ
2. ティールな街角
3. 素敵じゃないか

- 2nd Single「meme」 発売:2020年5月10日 8.パラレラーズ(karaoke)(Download&Streaming)

### アルバム
- 3rd Album「Tutti_Frutti」 発売:2020年1月8日 2.パラレラーズ(CD,Download&Streaming)
- 「Music_Assort」 発売:2022年9月20日 Disc 3「Tutti Frutti（deluxe）」 2.パラレラーズ (CD,Download&Streaming)

### ベスト・アルバム
- 2nd Best Album「STARTER_KIT_2」 発売:2021年12月20日 6.パラレラーズ(CD,Download&Streaming)
- 「ベストオブコウイチTV」 発売:2024年3月1日 7.パラレラーズ (CD,Download&Streaming)

### その他アルバム
- 「KARAOKE KIT」 発売:2020年7月28日 2.パラレラーズ(karaoke) (Download&Streaming)
- 「KARAOKE KIT+」 発売:2025年2月9日 2.パラレラーズ(karaoke)(Download)

## ミュージックビデオ
- 2019年3月24日 「（MV）パラレラーズ/おだじん」131.7万再生[3]